# アンカー (2023年設立の芸能事務所)
株式会社アンカー（アンカー、英: ANCHOR）は、東京都渋谷区に所在する芸能事務所。

## 概要
- 2023年 - 会社「株式会社アンカー」を設立。佐々木蔵之介、藤野涼子がかつて所属していたケイファクトリーで当時からのマネージメントを務めていた松本あき子が独立して、2023年４月17日に設立した。

## 所属タレント

### 本社所属者
俳優
- 佐々木蔵之介
- 藤野涼子
- 畑中惟吹
- 筒井謙行
- 千綿勇平

クリエイター
- 江原祥二
- 清久素延
- 日下誠
- 南野保彦
- 加藤航平
- 森口大督
- 藤本秀雄
- 岡村慶彦
- 杉本崇
- 奥田祥平
- 國安馨

## 関連プロダクション
- ケイファクトリー